# Solfuro di magnesio
Il solfuro di magnesio è il sale binario di magnesio dell’acido solfidrico con formula MgS. È un materiale cristallino bianco ma spesso si presenta in forma impura, come una polvere marrone e non cristallina. È generato industrialmente nella produzione di ferro metallico. Ha la particolarità di essere fosforescente e di emettere colori differenti in base alle impurità che gli vengono aggiunte (argento, ferro ...).

## Caratteristiche
Il MgS è formato dalla reazione di zolfo o idrogeno solforato con il magnesio. Le proprietà chimiche del MgS assomigliano a quelle dei solfuri ionici correlati come quelli di sodio, bario o calcio. Reagisce con l'ossigeno per formare il solfato di magnesio. L'MgS reagisce con l'acqua per formare l'idrogeno solforato e l'idrossido di magnesio.
Nel processo di produzione dell'acciaio BOS, lo zolfo è il primo elemento da rimuovere. Lo zolfo viene rimosso dal ferro impuro con l'aggiunta di parecchie centinaia di chilogrammi di polvere di magnesio. Si forma poi il solfuro di magnesio, che poi galleggia sul ferro fuso e viene rimosso.
MgS è un materiale semiconduttore che emette radiazioni blu-verde, una proprietà che è stata conosciuta fin dai primi anni del 1900. Questa proprietà consente anche l'uso del MgS come fotorivelatore per luce ultravioletta a lunghezza d'onda corta.
Oltre ad essere un componente di alcune scorie, MgS è presente in alcune meteoriti. Il MgS si trova anche negli involucri circumstellari di alcune stelle di carbonio.
MgS reagisce a contatto con l'umidità e si trasforma in idrogeno solforato.